# Black 47
Black 47 – amerykański zespół grający muzykę rockową z domieszką tradycyjnej muzyki celtyckiej. Grupę założyli Larry Kirwan i Chris Byrne w 1989 na terenie dzielnicy Bronx. Nazwa grupy pochodzi od roku 1847, najgorszego roku w historii klęski głodu w Irlandii.

## Dyskografia[2]
- 1989 – Home of the Brave/Live in London
- 1991 – Black 47
- 1992 – Black 47 (EP)
- 1993 – Fire of Freedom
- 1994 – Home of the Brave
- 1996 – Green Suede Shoes
- 1999 – Live in New York City
- 2000 – Trouble in the Land
- 2001 – On Fire (live)
- 2004 – New York Town
- 2005 – Elvis Murphys’ Green Suede Shoes
- 2006 – Bittersweet Sixteen (popular songs & rarities collection)
- 2008 – Iraq

## Członkowie

### Aktualni członkowie
- Geoffrey Blythe – saksofon, klarnet
- Joe Burcaw – gitara basowa, śpiew
- Thomas Hamlin – perkusja
- Larry Kirwan – śpiew, gitara
- Joseph Mulvanerty – dudy, flet, bodhrán
- Fred Parcells – puzon

### Byli członkowie
- Chris Byrne – dudy, śpiew (1989–2000)
- David Conrad – gitara basowa (1991–1993)
- Kevin Jenkins – gitara basowa (1993–1995)
- Andrew Goodsight – gitara basowa (1995–2006)